# Gail Mancuso
Gail Mancuso, também conhecido por Gail Mancuso Cordray (Melrose Park, 14 de julho de 1958) é uma diretora de televisão norte-americana. Actualmente trabalha em 30 Rock.